# 溫貝托·蘇亞佐
溫貝托·安德烈斯·蘇亞佐·龐蒂沃（西班牙語：Humberto Andrés Suazo Pontivo，1981年5月10日— ）是一名智利職業足球運動員，司職前鋒，目前效力於拉塞雷納體育俱樂部。2006年，他被授予IFFHS世界最佳國際射手 。

## 國家隊
他曾代表智利國家足球隊出賽60場，並代表智利參加2010年世界盃足球賽。

## 技術特點
根據他在2010年FIFA世界杯上的個人資料，蘇亞佐以“敏銳的方向感和雙腳終結能力”而著稱。

## 外部連結
- Humberto Suazo （页面存档备份，存于） 在 National-Football-Teams.com